# Carl Heinz Löwen
Carl Heinz Löwen, auch C. H. Löwen, (* 19. April 1912 in Elberfeld; † 25. September 1997 in Krefeld) war ein deutscher Mediziner. Zunächst promovierter Zahnarzt studierte er dann Humanmedizin, wurde Chirurg und Arbeitsmediziner. 

## Leben und Wirken
Carl Heinz Löwen verlebte seine Jugend in Elberfeld und heiratete 1935 Hildegard Gertrud Weerth (* 1914).
Nach dem Abitur im Februar 1931 studierte er an der Universität Köln Zahnmedizin. Vier Jahre später promovierte er in Zahnmedizin mit der Promotionsarbeit Über die Diagnose und die Therapie der Mundschleimhauttuberkulose.
Anschließend arbeitete er als wissenschaftlicher Mitarbeiter in der 1934 eröffneten Dentalabteilung der Firma IG Farben in Leverkusen. In dieser Funktion drehte er im Auftrag der Pharmaabteilung der IG Farben und in Zusammenarbeit mit der UFA fachliche Filme. 1938/39 und für einige Monate 1943 übernahm er die Pharmavertretung der Firma IG Farben in Istanbul. Im Auftrag der Firma baute er ab 1943 in Leverkusen die Dentalstation sowie die Station zur zahnmedizinischen Versorgung für die Zwangsarbeiter der IG Farben auf und wurde auch Leiter der Einrichtungen.
Von 1943 bis 1946 studierte er (berufsbegleitend und in Teilzeit dafür freigestellt) Allgemeinmedizin an der Universität Köln und promovierte 1946 bei Hellmut Weese an der Universität Düsseldorf (Wirkung und Verträglichkeit körpereigener und körperfremder Blutersatzstoffe). Anschließend war er zur Facharztausbildung bis ca. 1952 am Drei-Königinnen-Hospital in Köln-Mülheim bei Professor Hermann Bremer, mit welchem er in dieser Zeit veröffentlichte. 1953 wechselte er auf Wunsch von Ulrich Haberland als Leiter der werksärztlichen Abteilung (Werksarzt), Werk Uerdingen, nach Krefeld.
Nach dem Krieg war er 1949 Mitbegründer der Werksärztlichen Arbeitsgemeinschaft, später umbenannt in Verband deutsche Werksärzte und dann in „Verband Deutscher Betriebs- und Werksärzte“. Er war bis Oktober 1973 2. Vorsitzender des Verbands und wurde anschließend zum Beisitzer im Vorstand gewählt. 1975 wurde er zum Ehrenmitglied des Verbands ernannt. 1976 stellte er nach der Ankündigung 1975 sein Amt als 2. Vorsitzenden im Verband zur Verfügung.
Er arbeitete nach vierzigjähriger Dienstzeit bei Bayer ab 1975 auch weiterhin als medizinischer Gutachter für die LVA Rheinprovinz.
1974 erhielt er das Bundesverdienstkreuz.
Carl Heinz Löwen war als Arbeitsmediziner und Verbandsvertreter maßgeblich an der sozial- und standespolitischen Profilierung der werkärztlichen Tätigkeit (Werksarzt) in der jungen Bundesrepublik beteiligt und wirkte an der Herausbildung der Fachrichtung in der universitären medizinischen Ausbildung zum Facharzt für Arbeitsmedizin mit.

## Veröffentlichungen (Auswahl)
- Die schwerstillbare Blutung nach der Zahnextraktion. Zahnärztliche Welt, 2(1-2), 1947, S. 13–5.
- gemeinsam mit Hermann Bremer: Die intraperitoneale Sulfonamidbehandlung der perforativen Appendizitis. Zentralblatt für Chirurgie, 72, 1947, S. 1296 ff.
- gemeinsam mit Hermann Bremer: Zur Indikation der lokalen Sulfonamidanwendung in der Chirurgie. Zentralblatt für Chirurgie, 77, 1952, S. 362 ff.
- Die Erstuntersuchung. In: Zentralblatt für Arbeitsmedizin und Arbeitsschutz, Heft 4, Juli 1955, S. 105–109.
- Die Mitwirkung des Werksarztes bei der Einstellung und Entlassung von Werksangehörigen. Zentralblatt für Arbeitsmedizin und Arbeitsschutz: Beihefte, Ausgaben 1-4, D. Steinkopff, 1955, S. 99 ff.
- Menschliche Kräfte im Betriebsgeschehen. 1955; auch in: Löwen, Schriften, S. 224ff. In: Die Gesundheitssicherung (Heft 5).
- Industriemedizin in Gegenwart und Zukunft, 1959. In: Ärztliche Mitteilungen, Deutsches Ärzteblatt, Heft 13, S. 399–400.
- gemeinsam mit Karl Wolfgang Fritz (Bonn), P. Böhm und F. Roth: Über die akute Bichromatvergiftung. Deutsches Archiv für klinische Medizin, Band 205, J. F. Bergmann, 1959, S. 573–596.
- Die menschliche Gesundheit im industriellen Spannungsfeld. In: Der Arbeitgeber, Sonderdruck 5. Mai 1960, S. 280ff Teil I und II, Heft 9 + f.
- gemeinsam mit Karl Wolfgang Fritz (Bonn), P. Böhm und G. Buntru: Die akute gewerbliche Dichromatvergiftung und ihre Behandlung. Klinische Wochenschrift, 38, 1961, S. 856–861.
- Hausarzt – Werksarzt. In: Rheinisches Ärzteblatt, Heft 6 / 1967, S. 130–133.
- Angewandte Psychiatrie in der werkärztlichen Sprechstunde. In: Arbeitsmedizin-Sozialmedizin-Arbeitshygiene, 6/68, S. 148–152.
- Muß- und Soll-Behandlung des Werksarztes. Der Arbeitgeber, Band 20, J. P. Bachem, 1968, S. 30 ff.
- Grenzen menschlicher Vorstellung: Vergangenheit, Gegenwart und Zukunft als großhirngebundene Betrachtungsweisen. Deutsches Ärzteblatt, Heft 41, 1977, S. 2467 ff.
- Altern als Problem und Aufgabe. Die ärztliche Beratung von Pensionierungsanwärtern. In: Arbeitsmedizin, Sozialmedizin, Präventivmedizin 15, 04.1980 (Sonderdruck).
- Der Übergang in den Ruhestand. In: Medizinische Klinik 79, 1984, S. 329–331.